# End of Innocence
End of Innocence – film dokumentalny, w którym Tuomas Holopainen, Jukka "Julius" Nevalainen oraz Tapio Wilska opowiadają o historii Nightwisha prezentując materiały filmowe z całego świata. Materiały filmowe obejmują pierwszy, kiedykolwiek wykonany przez zespół koncert, aż do światowego tournée Century Child World Tour. Materiał zrealizowany jest w języku fińskim z możliwością włączenia napisów w języku angielskim.

## Dodatki na płycie

### Wideoklipy
- End of All Hope
- Over the Hills and Far Away

### "4th of July in Norway" - materiał wideo zarejestrowany na żywo
- Sleeping Sun
- Wildchild
- Beauty and the Beast
- She Is My Sin
- Slaying The Dreamer

### Summer Breeze 2002 - materiał zarejestrowany na żywo (dźwięk 5.1)
- End of All Hope
- Dead to The World
- 10th Man Down
- Slaying the Dreamer
- Over the Hills and Far Away
- Sleeping Sun

### Wywiad dla telewizji MTV Brazil
- Język: angielski
- Napisy: portugalskie

### Fotogaleria
Dodatkowo na płycie znajduje się bonus w postaci utworu Sleepwalker w wersji a cappella. Aby odsłuchać ukrytej wersji Sleepwalkera należy wejść w fotogalerię i poruszać się strzałkami w: prawo 4 razy, dół 2 razy, lewo raz, dół 5 razy, prawo 2 razy, góra 2 razy, prawo raz, 3 razy dół, prawo raz, raz dół, a potem w prawo do oporu.

## Inne wydania
Limitowana edycja DVD z dodatkową płytą CD-audio, na której znajduje się materiał z koncertu zagranego na Summer Breeze 2002:
- End Of All Hope
- Dead To The World
- 10th Man Down
- Slaying The Dreamer
- Over The Hills And Far Away
- Sleeping Sun
- The Kinslayer
- Come Cover Me

Czas trwania dysku CD-audio wynosi 39:11 minut

## Dodatkowe informacje o płycie
- Obraz: PAL, 16:9 anamorficzny, 16:9, 4:3
- Dźwięk: Dolby Digital 2.0 oraz 5.1
- Region: All (bez regionu)